# Синяны
Синяны (бел. Сіняны) — деревня в Бешенковичском районе Витебской области Беларуси. Входит в состав Соржицкого сельсовета.

## География
Деревня находится в центральной части Витебской области, на восточном берегу озера Соро, при автодороге Н-2060, на расстоянии приблизительно 18 километров (по прямой) к востоку от городского посёлка Бешенковичи, административного центра района. Абсолютная высота — 138 метров над уровнем моря. Площадь населённого пункта — 0,4526 км².

## История
По состоянию на 1910 год, в деревне насчитывалось 30 дворов и проживало 259 человек (128 мужчин и 131 женщина). В административном отношении входила в состав Левковского сельского общества Островенской волости Сенненского уезда Могилёвской губернии.
До 9 июля 1965 года входила в состав Островенского сельсовета.

## Население
По данным переписи 2019 года, в деревне проживало 17 человек.
| Год  | Население, человек |
| ---- | ------------------ |
| 1910 | 259                |
| 2009 | ↘ 25               |
| 2019 | ↘ 17               |